# Glaucione Rodrigues
Glaucione Rodrigues (Baixo Guandu, 3 de julho de 1968) é uma política brasileira moradora de Cacoal no estado de Rondônia.

## Biografia
Funcionária pública no município de Cacoal, atualmente Prefeita do Município de Cacoal. Com formação em Letras pela UNESC, além de Direito pela ULBRA e Pós-graduação em administração hospitalar e em Gerenciamento de Unidade Básica de Saúde. 
Foi concursada em 1994, na Prefeitura Municipal de Cacoal como datilógrafa, quando assumiu a Secretaria Municipal da Saúde em Cacoal até 1996. Assumiu novamente em 2001 e em 2002. Glaucione também foi adjunta da Secretaria Municipal da Saúde em Ariquemes no período de 2001 a 2002. Filiou-se ao PMDB, sendo eleita vereadora em 2000, para um mandato de quatro anos. Sai do PMDB e filia-se ao PSDC. No ano de 2010,  Já em 2013, foi empossada presidente nacional do PSDC Mulher. Em 2014, foi reeleita deputada estadual, sendo a segunda mais bem votada do estado de Rondônia. Em 2016 deixa o PSDC e retorna ao PMDB. 
Foi eleita deputada estadual. Já em 2013, foi empossada presidente nacional do PSDC Mulher. Em 2014, foi reeleita deputada estadual, sendo a segunda mais bem votada do estado de Rondônia. Em 2016 deixa o PSDC e retorna ao PMDB. 

## Vida pessoal
Glaucione Rodrigues é casada com o ex-deputado Daniel Néri. Daniel de Oliveira Néri foi acusado  de pedir propina em troca de apoio político, chegando a ter um pedido de cassação mandato, mas a Assembleia Legislativa entendeu que não houve quebra de decoro parlamentar por parte dos parlamentares denunciados pelo governador Ivo Cassol e Néri (PMDB) foi absolvidos ainda na comissão.